# Graça Mello
Octávio Alves da Graça Mello, mais conhecido como Graça Mello (Rio de Janeiro,7 de abril de 1914 — Rio de Janeiro, 5 de novembro de 1979), foi um ator, produtor, diretor e dramaturgo brasileiro.

## Biografia
Tenente da Marinha de Guerra do Brasil, abandona a carreira militar, em meados da década de 30 para se dedicar ao teatro, arte que entrou em contato ainda na caserna ao participar do espetáculo comemorativo ao Dia do Marinheiro, "O Juruna", escrito pelo Comandante Velho Sobrinho, com música de Ary Barroso, em 1934.
Em 1941, entra para a companhia Comediantes, onde atua em diversos espetáculos, como "A Verdade de Cada Um" (1941), de Luigi Pirandello, 1941; "Desejo", de Eugene O'Neill, com direção de Ziembinski; e "Terras do Sem Fim", uma adaptação feita por ele do romance de Jorge Amado, em 1946. Em 1948, participa dos elencos das companhias de Bibi Ferreira, Dulcina de Moraes e Os Artistas Unidos, de Henriette Morineau.
Em 1948, inicia-se na direção, dedicando-se inicialmente ao teatro infantil. Durante sua carreira, dirige quase 200 espetáculos, entre profissionais e amadores, como "Massacre", de Emmanuel Roblès, em 1951, seu grande sucesso como encenador, com 300 apresentações. Participa do Teatro de Equipe, onde exerce as funções de ator, produtor cenógrafo e figurinista.
Em 1963, escreve o texto "Pindura Saia" para Maria Della Costa, que é dirigido por Sandro Polloni. No mesmo ano, está no elenco de "César e Cleópatra", de Bernard Shaw, com direção de Ziembinski, produção do Teatro Cacilda Becker. Em 1967, participa de "Édipo Rei", ao lado de Paulo Autran, com direção de Flávio Rangel. E, em 1968, participa de "Marta Saré", de Gianfrancesco Guarnieri, direção de Fernando Torres.
Seu último trabalho em teatro é na montagem de "Ricardo III", de William Shakespeare, com direção de Antunes Filho, em 1975. Paralelamente ao trabalhos do palco, faz conferências sobre técnica e literatura teatral e leciona interpretação e direção, fundando o Curso de Teatro da Universidade do Recife, incorporado à graduação da Escola de Belas Artes de Pernambuco.
Morreu em 1979, no Rio de Janeiro.

## Filmografia

### Cinema
| Ano  | Título                     | Personagem |
| ---- | -------------------------- | ---------- |
| 1971 | O Pecado de Marta          | Olegário   |
| 1965 | Grande Sertão              | —          |
| 1953 | Destino em Apuros          | —          |
| 1952 | Brumas da Vida             | Alberto    |
| 1952 | João Gangorra              | Leonel     |
| 1952 | Almas Adversas             | Carlos     |
| 1951 | Tocaia                     | Rodrigo    |
| 1949 | A Escrava Isaura           | Leôncio    |
| 1949 | Terra Violenta             | Raimundo   |
| 1948 | Inconfidência Mineira      | —          |
| 1944 | O Brasileiro João de Souza | Sílvio     |
| 1944 | Romance de um Mordedor     | —          |